# Étang de Lers
L'étang de Lers (ou Lhers ou L'Hers) est situé dans les Pyrénées ariégeoises, à 1 264 m d'altitude. Sur la commune du Port, il se trouve entre Aulus-les-Bains au sud-ouest, Vicdessos au sud-est et Massat au nord-ouest. 

## Toponymie
Ers (ou Hers) vient vraisemblablement de l'ancien occitan ers ou erz, participe passé du verbe erzer qui signifie ériger,  redresser, lui-même issu du latin vulgaire ergere. Il pourrait donc se traduire par pentu ou escarpé,.
[Voir aussi la section « Interprétation et étymologie » de l'article consacré à l'Hers-Vif, une rivière affluente de l'Ariège, où sont recensés de nombreux toponymes de la région qui sont quasi-homonymes ou homophones de celui de Lers, et ont des racines communes. Il y est aussi présenté une autre hypothèse étymologique pour ce toponyme, différente mais non contradictoire avec celle-ci].

## Géographie

### Topographie
L'étang de Lers possède la particularité de ne pas se déverser directement dans un cours d'eau dévalant directement jusqu'à l'océan. Néanmoins il possède tout de même un exutoire de surface (point où l'eau de l'étang se déverse dans une pente). L'eau qui s'échappe en aval de l'étang forme bien un petit cours d'eau mais celui-ci se perd rapidement à une centaine de mètres après l'exutoire, dans une cuvette. 
L'émissaire de l'étang est une exsurgence qui apparait à 731 m d'altitude, donc 533 m plus bas et à 4 km au sud-ouest du lac, et qui alimente le Garbet au lieu-dit « Les neuf Fonts » quelques centaines de mètres après la sortie d'Aulus-les-bains sur la route vers Ercé. 
Le cas est donc un peu différent de l'étang Sourd (massif de Montcalm), lequel n'a pas d'émissaire en surface : l'eau s'en échappe donc en temps normal par un exutoire situé au fond de l'étang, comme dans une baignoire.

### Géologie
Il est connu des géologues pour avoir sur ses rives l'un des rares affleurements de lherzolite, roche plutonique à laquelle il a d'ailleurs donné son nom. Le massif de Lherz (orthographe ancienne) contient également de l'harzburgite et de la dunite, ainsi que des couches de spinelle, de pyroxène, de grenat.

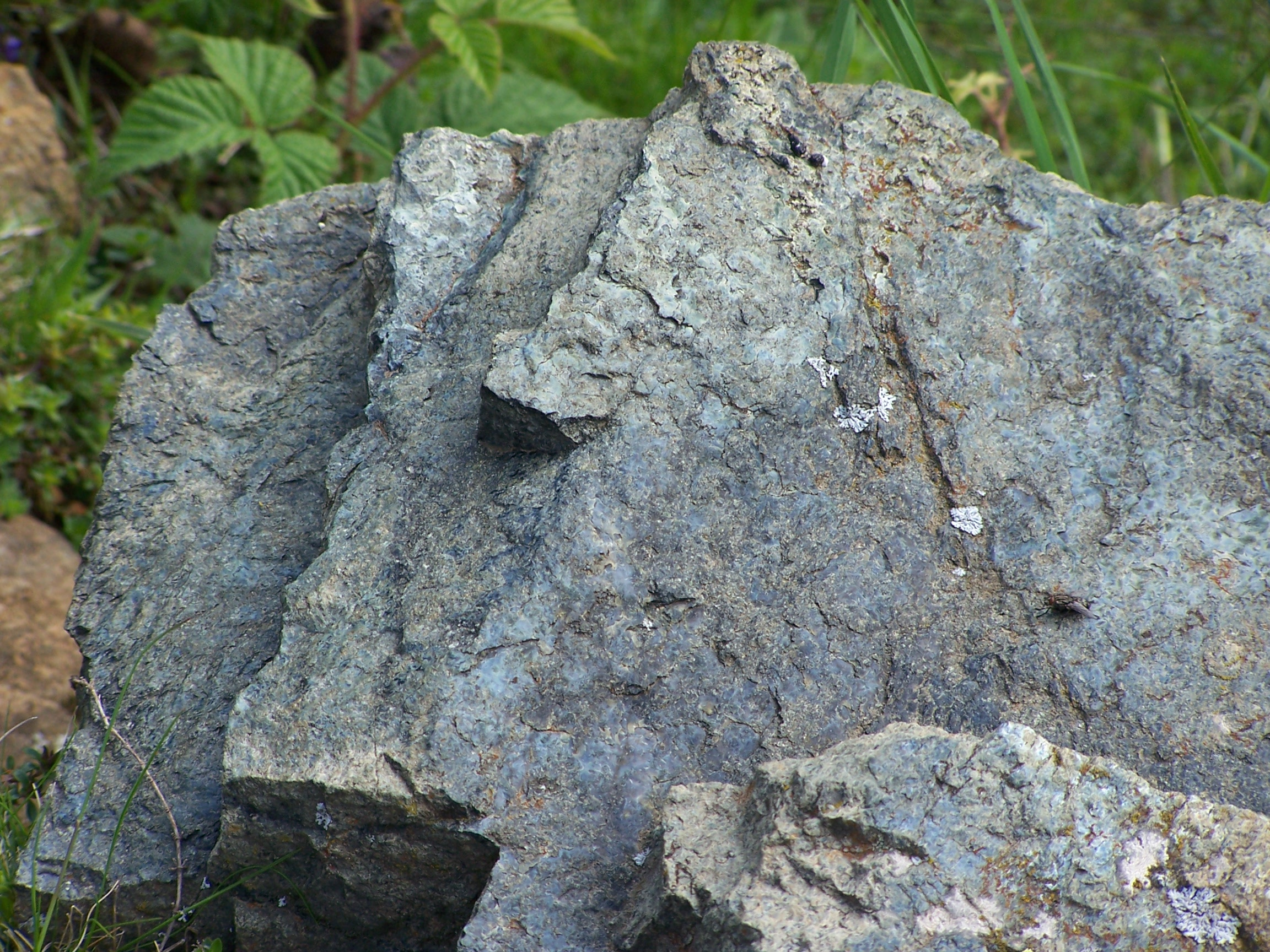
Lherzolite.

## Voies d'accès
L'étang et les sites sportifs sont accessibles par la RD18, laquelle est en partie utilisée en hiver pour les pistes de ski de fond.
En été, le site est accessible depuis Massat, Aulus-les-Bains et Vicdessos.
En hiver, le col d'Agnes et le Port de Lers sont fermés à la circulation. L'accès se fait uniquement depuis Massat - Le Port.

## Sports d'hiver
Réparti entre 1 274 à 1 570 m d'altitude, l'espace nordique de l'étang de Lers compte 25 km de pistes damées et balisées (au nombre de 4, une verte, une bleue, une rouge et une noire), 23 km d'itinéraires raquettes (3 pistes), ainsi que des espaces luge et piéton et son lac bien souvent gelé. 
La station assure la location de matériel sur place et propose un restaurant d'altitude.

## Spéléologie
Plusieurs gouffres importants et particulièrement profonds se trouvent sur le secteur de l'Étang de Lers. 
Site unique au monde pour observer la structure des roches venues des profondeurs du manteau terrestre, le gouffre Georges (ou gouffre du Mont Béas)  est le second gouffre d'Ariège par sa profondeur (−724 m) pour une longueur de 3 490 m, sans oublier le réseau de la Pique (−621 m) et les gouffres de la vallée morte (−434 m). Des sorties y sont organisées par des spéléologues avertis.

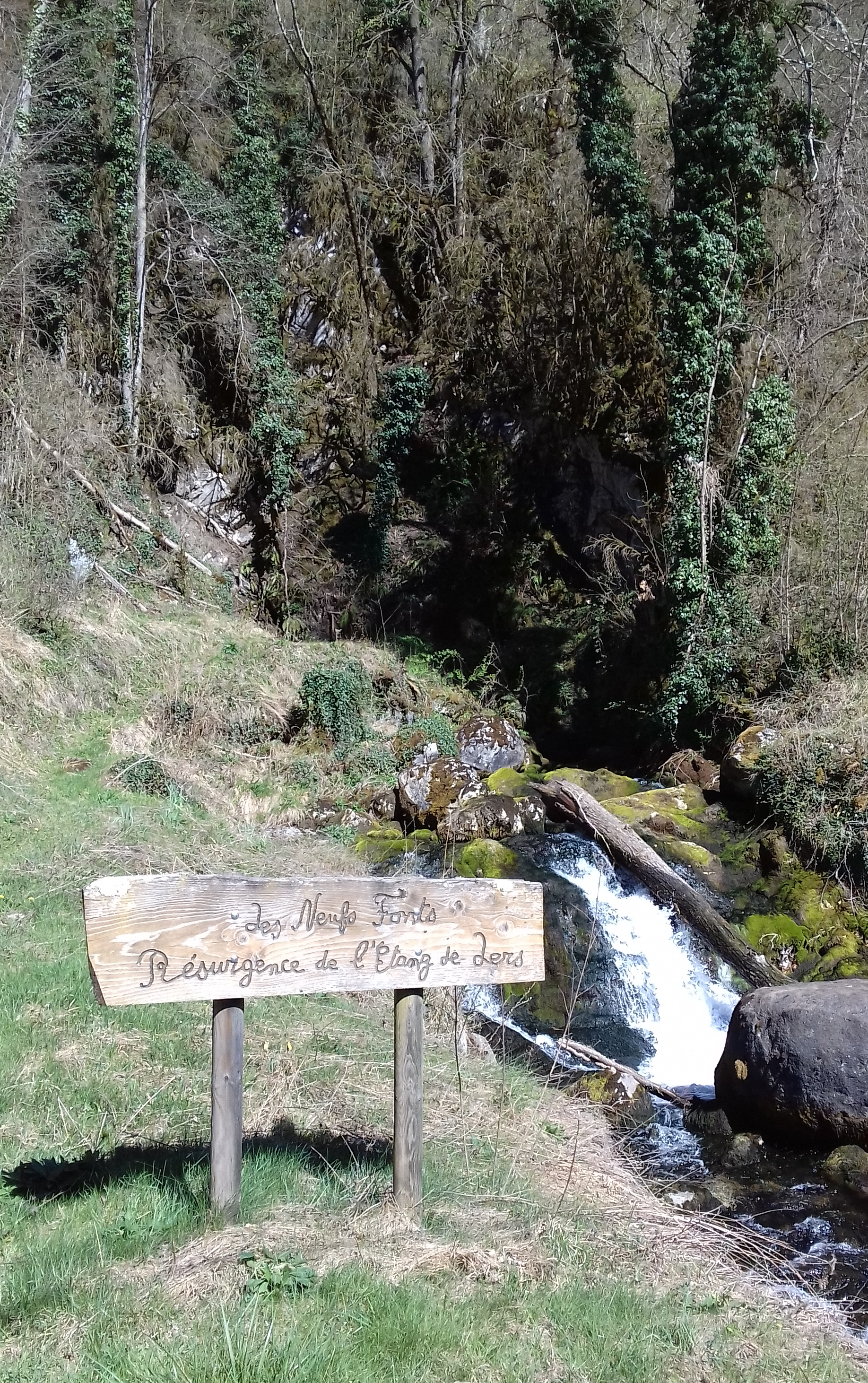
Résurgence de l'étang sur la D132 à 42° 47′ 55″ N, 1° 19′ 43″ E
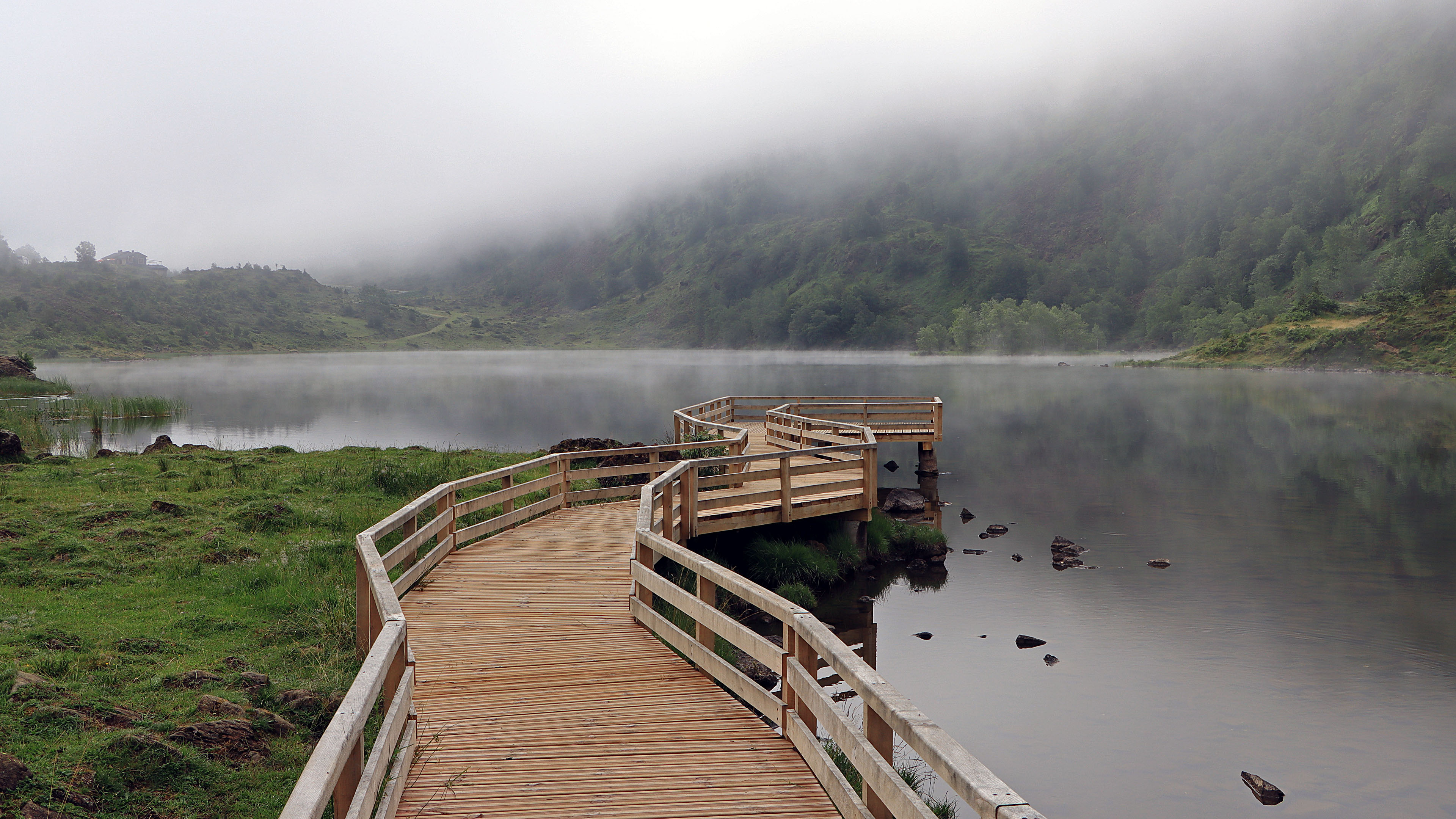
Le ponton de pêche
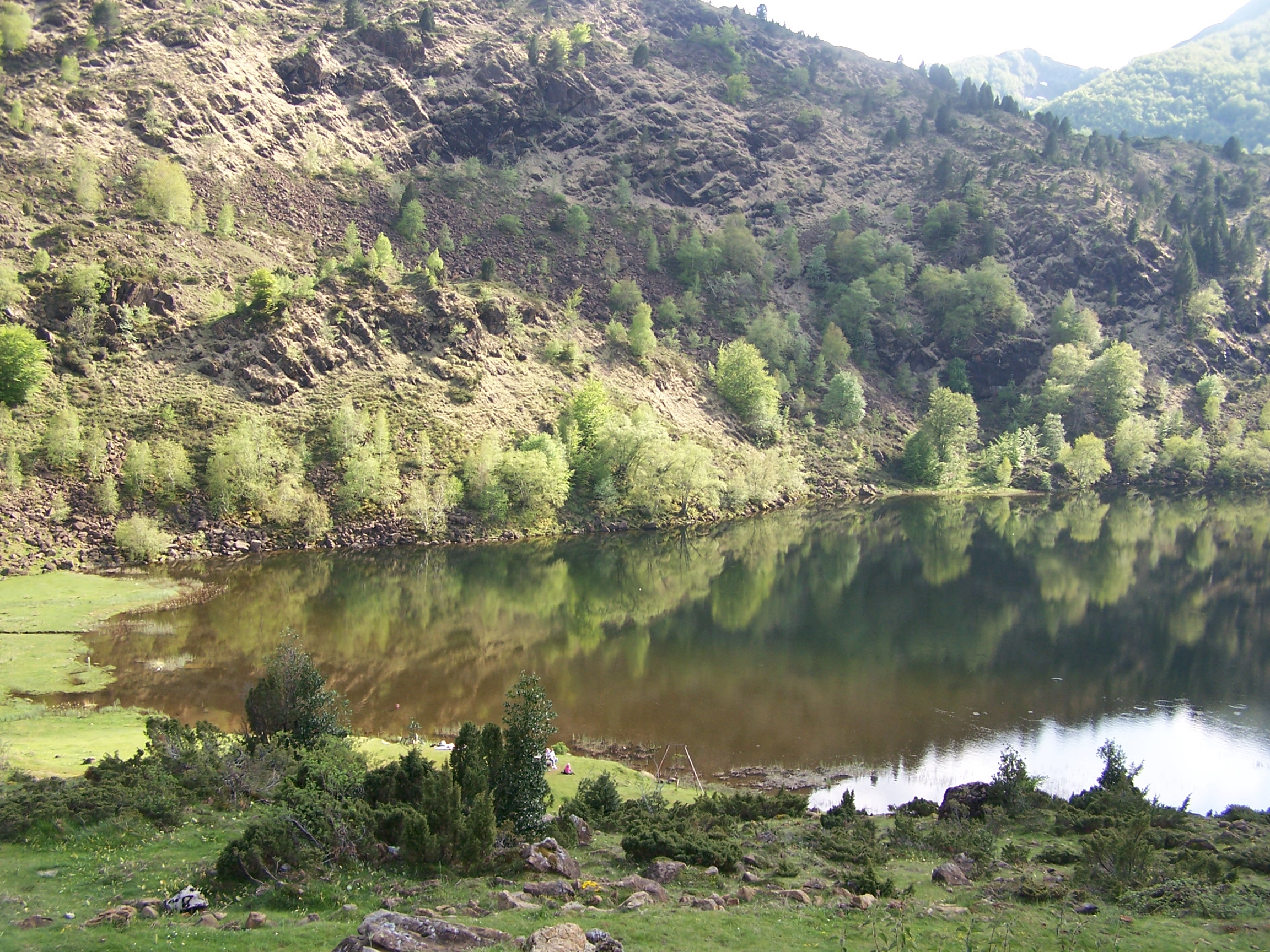
Étang de Lers (Le Port, Ariège)
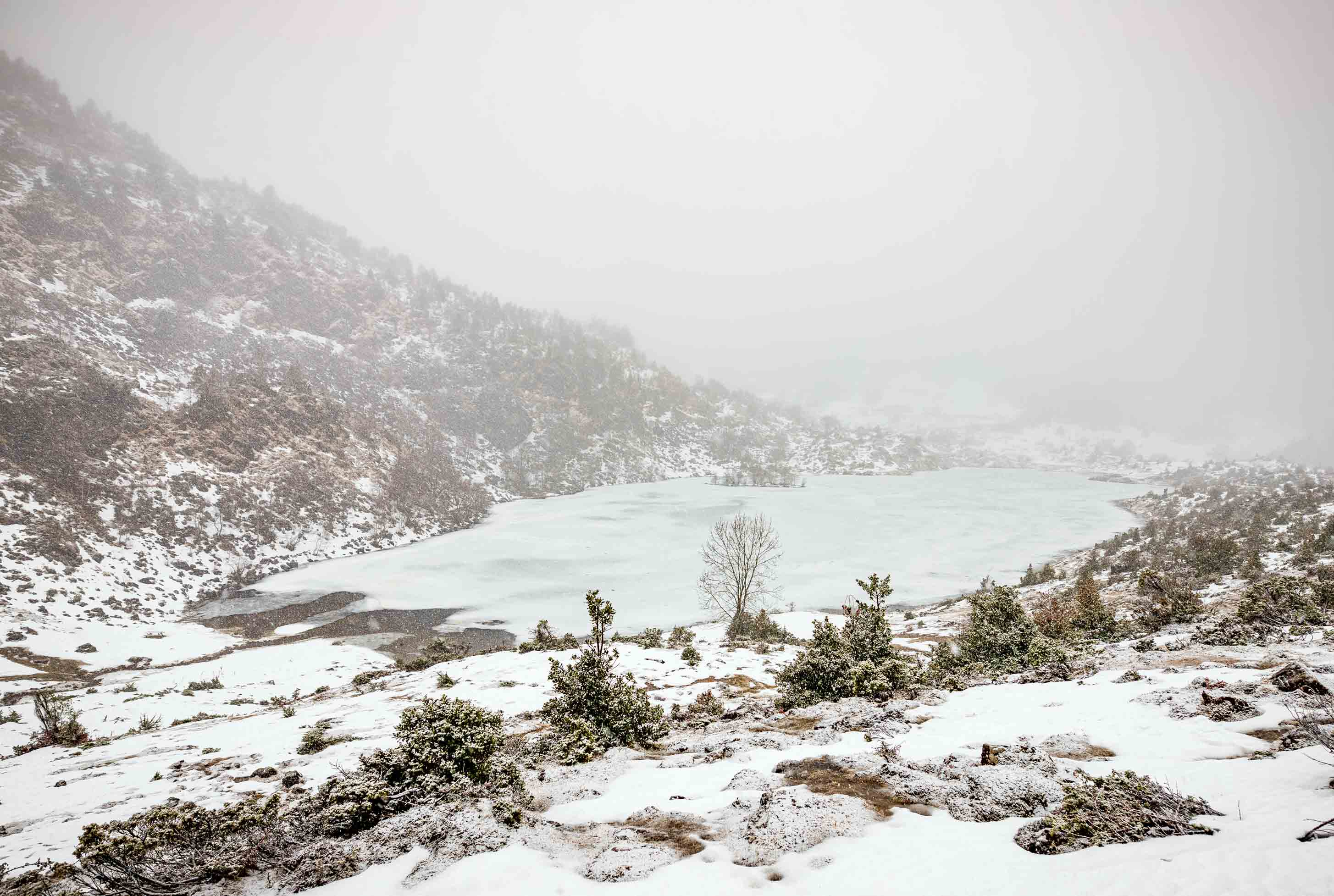
Étang de Lers en hiver